# Sharafuddin Lutfillayev
Sharafuddin Rustamovich Lutfillayev (ur. 9 września 1990) – uzbecki judoka. Olimpijczyk z Tokio 2020, gdzie zajął dziewiąte miejsce w wadze ekstralekkiej.
Wicemistrz świata w 2019; uczestnik zawodów w 2015 i 2018. Startował w Pucharze Świata w 2011, 2015 i 2018. Piąty na igrzyskach azjatyckich w 2014. Brązowy medalista mistrzostw Azji w 2015; złoty w drużynie w 2016. Wicemistrz kraju w 2010 roku.

## Letnie Igrzyska Olimpijskie 2020
| Konkurencja | Eliminacje           | Klas. końcowa |
| Konkurencja | Przeciwnik I         | Miejsce       |
| ----------- | -------------------- | ------------- |
| 60 kg       | Artem Łesiuk (UKR) P | 9.            |